# Saison 5 d'Arrow
Chronologie
Saison 4 Saison 6
La cinquième saison d’Arrow, série télévisée américaine, est constituée de vingt-trois épisodes diffusés du 5 octobre 2016 au 24 mai 2017 sur The CW.

## Synopsis
Après la mort de Laurel et le départ de Diggle et de Thea de l'équipe, Oliver est seul pour protéger les rues de Star City. Avec Felicity le guidant depuis le bunker, Oliver est forcé de gérer une ville submergée à la fois de criminels, policiers corrompus et d'une bande de nouveaux (et tristement inexpérimentés) justiciers. Mais Oliver doit également composer avec son nouveau poste de maire, difficile à concilier avec sa mission de protection de Star City.
Felicity suggère qu'il forme une nouvelle équipe, mais Oliver résiste. Cependant, quand un nouveau criminel, Tobias Church, arrive en ville, Oliver réalise que la meilleure chose qu'il lui reste à faire pour la ville est de créer une nouvelle équipe. Par la suite, Oliver sera également confronté à un énigmatique adversaire : Prometheus, qui semble le connaître et est prêt à tout pour le discréditer.

## Distribution

### Acteurs principaux
- Stephen Amell (VF : Sylvain Agaësse) : Oliver Queen / Green Arrow
- David Ramsey (VF : Namakan Koné) : John « Dig » Diggle / Spartan
- Willa Holland (VF : Kelly Marot) : Thea Queen / Speedy
- Emily Bett Rickards (VF : Aurore Bonjour) : Felicity Smoak / Overwatch
- Echo Kellum (VF : Valentin Merlet) : Curtis Holt / Mr Terrific
- Josh Segarra (VF : Thibaut Lacour) : Adrian Chase / Simon Morrison / Prometheus
- Paul Blackthorne (VF : Loïc Houdré) : l'adjoint du maire Quentin Lance

### Acteurs récurrents
- Rick Gonzalez (VF : Paolo Domingo) : Rene Ramirez / Wild Dog  (21 épisodes)
- David Nykl (VF : Jean-Baptiste Marcenac) : Anatoly Knyazev (13 épisodes)
- Juliana Harkavy (VF : Anne O'Dolan) : Dinah Drake / Black Canary (12 épisodes)
- Joe Dinicol (VF : Gabriel Bismuth-Bienaimé) : Rory Regan / Ragman (11 épisodes)
- Carly Pope (VF : Ariane Deviègue) : Susan Williams (10 épisodes)
- Madison McLaughlin (VF : Pauline Ziadé) : Evelyn Sharp / Artemis (10 épisodes)
- Audrey Marie Anderson (VF : Anne Massoteau) : Lyla Michaels (8 épisodes)
- Tyler Ritter (en) (VF : Gauthier Battoue) : l'inspecteur Billy Malone (7 épisodes)
- David Meunier (VF : Mathieu Buscatto) : Ishmael Gregor (7 épisodes)
- Dolph Lundgren (VF : Luc Bernard) : Konstantin Kovar (6 épisodes)
- Katie Cassidy (VF : Anne Tilloy) : Laurel Lance / Black Siren (en) (Terre- 2 ; 6 épisodes)
- Lexa Doig (VF : Véronique Picciotto) : Talia al Ghul (6 épisodes)
- Kacey Rohl (VF : Leslie Lipkins) : Alena Whitlock (5 épisodes)
- Mike Dopud (VF : : Pierre Margot) : Viktor (5 épisodes)
- Chad Coleman (VF : Asto Montcho) : Tobias Church (4 épisodes)
- John Barrowman (VF : Pierre-François Pistorio) : Malcolm Merlyn (4 épisodes)
- Adrian Holmes (VF : Sidney Kotto) : le lieutenant Frank Pike (4 épisodes)
- Chenier Hundal : Paul Holt

### Invités
- Ryan S. Williams : le lieutenant Sam Conahan (épisode 1)
- Alexander Calvert (VF : Olivier Augrond) : Lonnie Machin / Anarky (épisode 1)
- Jay Hindle : l'officier Benton (épisode 1)
- Nisreen Slim : le journaliste (épisode 1)
- Garry Chalk (VF : Philippe Dumond) : Général J.G. Walker (épisodes 2, 10 et 12)
- Cody Runnels (VF : Fabrice Lelyon) : Derek Sampson (épisodes 3 et 21)
- Greg Rogers (VF : François Barbin) : Conseiller Kullens (épisodes 5, 15 et 19)
- Wil Traval : Christopher Chance (épisode 5)
- Curtis Braconnier : Scimitar (épisode 5)
- Jonel Earl : Gay Eked (épisode 6)
- Toby Levins (VF : Laurent Larcher) : Eric Dunn / Crâne de plomb (épisode 7)
- Tirra Dent : Laura Buser / Os (épisode 7)
- Jamey Sheridan (VF : Philippe Catoire) : Robert Queen (épisodes 8 et 21)
- Susanna Thompson (VF : Catherine Le Hénan) : Moira Queen (épisodes 8 et 23)
- Garwin Sanford : Justin Claybourne (épisodes 9 et 17)
- Parveen Dosanjh : Doris Chase (épisodes 13 et 16)
- Laara Sadiq (VF : Véronique Borgias) : Emily Pollard (épisodes 13 et 15)
- Eliza Faria (VF : Issia Lorrain) : Zoe Ramirez (épisodes 13, 19 et 20)
- Cliff Chamberlain : James Edlund (épisode 13)
- Kelly Hu (VF : Ivana Coppola) : China White (épisode 14)
- Amy Gumenick (VF : Laëtitia Godès) : Carrie Cutter / Cupidon (épisode 14)
- Rutina Wesley (VF : Sophie Riffont) : Liza Warner / Lady Cop (épisode 14)
- Corina Akeson : Amanda Westfield (épisode 14)
- Venus Terzo (VF : Maïté Monceau) : Dr. Elisa Schwartz (épisode 15)
- Alistair Abell : Charles Eked (épisode 19)
- Jack Moore : William Clayton (épisodes 20, 22 et 23)
- Manu Bennett (VF : David Krüger) : Slade Wilson / Deathstroke (épisodes 22 et 23)
- Katrina Law (VF : Laëtitia Laburthe) : Nyssa al Ghul (épisodes 22 et 23)
- Anna Hopkins (VF : Olivia Nicosia) : Samantha Clayton (épisode 23)
- Nick E. Tarabay (VF : Pierre Margot) : Digger Harkness / Captain Boomerang (épisode 23)

### Invités des séries dérivées ou du même univers
- Grant Gustin (VF : Alexandre Gillet) : Barry Allen / Flash (épisode 8)
- Melissa Benoist (VF : Zina Khakhoulia) : Kara Danvers / Supergirl (épisode 8)
- Caity Lotz (VF : Anne-Charlotte Piau) : Sara Lance (épisode 8)
- Brandon Routh (VF : Adrien Antoine) : Raymond « Ray » Palmer / Atom (épisode 8)
- Carlos Valdes (VF : Antoine Schoumsky) : Francisco « Cisco » Ramon / Vibe (épisode 8)
- Nick Zano (VF : Jean-François Cros) : Nathan Heywood (épisode 8)
- Neal McDonough (VF : Bruno Dubernat) : Damien Darhk (épisode 8)

## Production

### Développement
Le 11 mars 2016, la série a été renouvelée pour une cinquième saison.

### Casting
En avril 2016, Echo Kellum a obtenu le statut d'acteur principal à partir de la cinquième saison.
En mai 2016, Colton Haynes annonce son retour pour reprendre son rôle de Roy Harper / Arsenal lors de plusieurs épisodes dans la cinquième saison.
En juin 2016, Rick Gonzalez est choisi pour incarner le justicier Wild Dog, Josh Segarra obtient le statut d'acteur principal pour interpréter Adrian Chase , Madison McLaughlin est annoncée pour reprendre son rôle d'Evelyn Sharp avec son alter ego Artemis dans plusieurs épisodes, Chad Coleman obtient le rôle récurrent de Tobias Church et Tyler Ritter est choisi pour incarner l'inspecteur Malone lors de la cinquième saison.
En juillet 2016, Joe Dinicol (Blindspot, Grey's Anatomy) a été choisi pour incarner Rory Regan / Ragman. En espérant trouver des réponses à Star City, Rory croisera la route d'Oliver Queen. Toujours en juillet, lors du Comic-Con de San-Diego, John Barrowman (Malcolm Merlyn / Dark Archer) a signé un contrat lui permettant d'obtenir le statut d'invité récurrent dans les séries du Arrowverse (Arrow, Flash et Legends of Tommorow).
En août 2016, la production annonce la venue de Dolph Lundgren dans le rôle d'un homme de la mafia russe intervenant dans les flashbacks de la cinquième saison.
En novembre 2016, Lexa Doig a obtenu le rôle de Talia al Ghul lors de la cinquième saison. Son personnage devrait faire le lien entre les flashbacks du passé d'Oliver et les événements présents.

### Diffusions
- Aux États-Unis, la saison a été diffusée en simultanée du 5 octobre 2016 au 24 mai 2017 sur The CW
- Au Canada, la série est désormais diffusée en simultanée sur CTV Two[13], puis rediffusée le vendredi suivant sur MuchMusic.
- La diffusion francophone se déroule ainsi :

En France, elle a été diffusée le 15 juillet 2017 sur Netflix puis à partir du 10 février 2019 sur TF1.
En Belgique, depuis le 7 août 2017 sur La Deux à raison de 2 épisodes par soir du lundi au vendredi, le dernier épisode ayant été diffusé seul le 22 août.
Au Québec, elle est diffusée depuis le 21 août 2017 sur Ztélé.
Elle est inédite dans les autres pays francophones.

## Liste des épisodes

### Épisode 1:Héritage
- États-Unis /  Canada : 5 octobre 2016 sur The CW[15] / CTV Two
- France,  Suisse : 15 juillet 2017 sur Netflix[16]
- Belgique : 7 août 2017 sur La Deux
- Québec : 21 août 2017 sur Ztélé[17]
- France : 10 février 2019 sur TF1[18]

- États-Unis : 1,87 million de téléspectateurs[19] (première diffusion)
- France : 419 000 téléspectateurs[20] (première diffusion à 00h25)

- David Nykl (Anatoly Knyazev)
- Ryan S. Williams (le lieutenant Conahan)
- Jay Hindle (l'officier Benton)
- Nisreen Slim (le journaliste)

En plus d'être un maire impopulaire, Oliver est désormais seul à agir comme justicier. Thea a pris du recul et Diggle est reparti dans l'armée. Malgré le fort taux de criminalité, il refuse d'écouter Felicity qui lui suggère de recruter parmi de nouveaux justiciers amateurs, afin de ne pas risquer leur vie comme celle de Laurel. Mais un nouveau et redoutable criminel, Tobias Church, commence à sévir en visant gangs et policiers corrompus pour prendre le pouvoir. Lors de l'inauguration d'une statue à l'effigie de Black Canary, Oliver est enlevé par Church pour attirer Green Arrow. Ce dernier parvient à s'isoler des autres otages et malgré l'aide de Thea qui renfile une dernière fois le costume de Speedy, il doit tuer quelques gardes pour s'en sortir et cacher ses talents de combattant, un geste qu'il n'avait plus commis depuis des années. Alors qu'il se demande comment sauver les autres otages, Quentin Lance le convainc de se faire aider par quelques recrues de la police en qui il a confiance. Grâce à l'unité, les otages sont sauvés mais Church parvient à s'enfuir. Oliver accepte alors l'idée de recruter, aussi bien en tant que maire pour une unité d'élite dans la police, qu'en tant que Green Arrow pour de nouveaux alliés masqués.
Flashback

### Épisode 2:Nouvelles Recrues
- États-Unis /  Canada : 12 octobre 2016 sur The CW / CTV Two
- France,  Suisse : 15 juillet 2017 sur Netflix
- Belgique : 7 août 2017 sur La Deux
- Québec : 28 août 2017 sur Ztélé
- France : 10 février 2019 sur TF1

- États-Unis : 1,94 million de téléspectateurs[21] (première diffusion)
- France : 254 000 téléspectateurs[20] (première diffusion à 01h15)

- Suki Kaiser (Janet Carroll)
- Garry Chalk (Général Walker)
- David Nykl (Anatoly Knyazev)
- Vincent Dangerfield (Evan Wender)
- Tyler Ritter (Billy Malone)
- Chad Coleman (Tobias Church)

### Épisode 3:Une question de confiance
- États-Unis /  Canada : 19 octobre 2016 sur The CW / CTV Two
- France,  Suisse : 15 juillet 2017 sur Netflix
- Belgique : 8 août 2017 sur La Deux
- Québec : 4 septembre 2017 sur Ztélé
- France : 10 février 2019 sur TF1

- États-Unis : 1,79 million de téléspectateurs[22] (première diffusion)
- France : 223 000 téléspectateurs[20] (première diffusion à 02h10)

- Cody Rhodes (Garret Sampson)
- Carly Pope (Susan Williams)
- Mike Dopud (Viktor)
- David Nykl (Anatoly Knyazev)
- Michael Rowe (Floyd Lawton / Deadshot)
- Tyler Ritter (Billy Malone)

- Lorsqu'Oliver fait remarquer qu'il trouve cool l'idée d'un héros portant un masque de hockey, il s'agit d'une référence au film Ninja Turtles 2 de 2016. Stephen Amell y joue le rôle de Casey Jones, un justicier portant un masque de hockey.[réf. nécessaire]
- Le Stardust est l'un des noms de scène que porte Cody Rhodes à la WWE.[réf. nécessaire]
- Stephen Amell et Cody Rhodes se sont affrontés aux Summer Slam 2016.[réf. nécessaire]

### Épisode 4:Pénitence
- États-Unis /  Canada : 26 octobre 2016 sur The CW / CTV Two
- France,  Suisse : 15 juillet 2017 sur Netflix
- Belgique : 8 août 2017 sur La Deux
- Québec : 11 septembre 2017 sur Ztélé
- France : 17 février 2019 sur TF1

- États-Unis : 1,87 million de téléspectateurs[23] (première diffusion)

- Chad Coleman (Tobias Church)
- Vincent Gale (Pyotr Friedkin)
- David Nykl (Anatoly Knyazev)

### Épisode 5:La Cible humaine
- États-Unis /  Canada : 2 novembre 2016 sur The CW / CTV Two
- France,  Suisse : 15 juillet 2017 sur Netflix
- Belgique : 9 août 2017 sur La Deux
- Québec : 18 septembre 2017 sur Ztélé
- France : 17 février 2019 sur TF1

- États-Unis : 1,61 million de téléspectateurs[24] (première diffusion)

- Wil Traval (Christopher Chance / Human Target)
- David Nykl (Anatoly Knyazev)
- Carly Pope (Susan Williams)

- Troisième adaptation du personnage Christopher Chance sur le petit écran après une première série en 1992 intitulée Human Target incarné par Rick Springfield et une seconde en 2010 intitulée Human Target : La Cible, incarné par Mark Valley.

### Épisode 6:Tout commence
- États-Unis /  Canada : 9 novembre 2016 sur The CW / CTV Two
- France,  Suisse : 15 juillet 2017 sur Netflix
- Belgique : 9 août 2017 sur La Deux
- Québec : 25 septembre 2017 sur Ztélé
- France : 17 février 2019 sur TF1

- États-Unis : 1,95 million de téléspectateurs[25] (première diffusion)

- David Nykl (Anatoly Knyazev)
- Carly Pope (Susan Williams)
- Alison Araya (officier Lopez)

- Prometheus est un super vilain créé par Grant Morrison et Annie Jorgensen en février 1998.

### Épisode 7:Vigilante
- États-Unis /  Canada : 16 novembre 2016 sur The CW / CTV Two
- France,  Suisse : 15 juillet 2017 sur Netflix
- Belgique : 10 août 2017 sur La Deux
- Québec : 2 octobre 2017 sur Ztélé
- France : 24 février 2019 sur TF1

- États-Unis : 1,86 million de téléspectateurs[26] (première diffusion)

- Philip Granger (Fred)
- Carly Pope (Susan Williams)

### Épisode 8:Rêve ou Réalité
- États-Unis /  Canada : 30 novembre 2016 sur The CW / CTV Two
- France,  Suisse : 15 juillet 2017 sur Netflix
- Belgique : 10 août 2017 sur La Deux
- Québec : 9 octobre 2017 sur Ztélé

- États-Unis : 3,55 millions de téléspectateurs[27] (première diffusion)

Crédités
- John Barrowman (Malcolm Merlyn)
- Katie Cassidy (Laurel Lance)
- Melissa Benoist (Kara Danvers / Supergirl)
- Grant Gustin (Barry Allen / Flash)
- Neal McDonough (Damien Darhk)
- Brandon Routh (Ray Palmer / Atom)
- Caity Lotz (Sara Lance / White Canary)
- Susanna Thompson (Moira Queen)
- Jamey Sheridan (Robert Queen)
- Carlos Valdes (Cisco Ramon / Vibe)
- Nick Zano (Nathan Heywood)
- Erica Luttrell (Laura Washington)

- Cet épisode est le 100e de la série.
- Cet épisode est la troisième partie du crossover Invasion ! réunissant les quatre séries dérivées. Il commence dans Supergirl saison 2 épisode 8 et Flash saison 3 épisode 8. Il se finit dans Legends of Tomorrow saison 2 épisode 7.
- Lors de l'épisode Malcolm dit à Thea que Tommy ne peut être là à cause de son emploi du temps surchargé de médecin à Chicago. Clin d'œil au rôle que joue Colin Donnell dans la série télévisée Chicago Med[28].
- Le personnage de Deathstroke apparaît dans l'épisode mais il est joué par un cascadeur. En effet, Manu Bennett ne joue pas dans l'épisode pour cause de planning surchargé[29].
- Cet épisode réalise la meilleure audience de la saison.

### Épisode 9:Une trace dans l'histoire
- États-Unis /  Canada : 7 décembre 2016 sur The CW / CTV Two
- France,  Suisse : 15 juillet 2017 sur Netflix
- Belgique : 11 août 2017 sur La Deux
- Québec : 16 octobre 2017 sur Ztélé

- États-Unis : 1,94 million de téléspectateurs[30] (première diffusion)

- Katie Cassidy (Laurel Lance / Black Siren)
- Rick Gonzalez (Rene Ramirez / Wild Dog)
- Joe Dinicol (Rory Regan / Ragman)
- Tyler Ritter (Billy Malone)
- Carly Pope (Susan Williams)
- Garwin Sanford (Justin Claybourne)
- Madison McLaughlin (Evelyn Sharp / Artemis)

Noël approche à Star City. Curtis est attaqué en pleine rue par Prometheus, ce qui laisse penser que le tueur connait les identités de la Team Arrow. Il laisse plusieurs indices sur son identité, amenant Oliver à se souvenir d'un nom qu'il avait rayé de sa liste quatre ans auparavant. 
Oliver découvre ensuite qu'Evelyn est complice de Prometheus, car pour elle, il n'est pas un héros et la ville a besoin d'être débarrassée de lui. Peu après, piégé par Prometheus, Oliver tue accidentellement Billy Malone, le petit ami de Felicity. Devant la situation, il ordonne à toute son équipe de partir.
- Cet épisode est le dernier diffusé avant la pause hivernale aux États-Unis.

### Épisode 10:Qui es-tu?
- États-Unis /  Canada : 25 janvier 2017 sur The CW / CTV Two
- France,  Suisse : 15 juillet 2017 sur Netflix
- Belgique : 11 août 2017 sur La Deux
- Québec : 23 octobre 2017 sur Ztélé

- États-Unis : 1,68 million de téléspectateurs[31] (première diffusion)

- Katie Cassidy (Laurel Lance / Black Siren)
- Rick Gonzalez (Rene Ramirez / Wild Dog)
- Juliana Harkavy (Dinah Drake)
- Joe Dinicol (Rory Regan / Ragman)
- David Meunier (Pakhan Gregor)
- Lexa Doig (Talia al Ghul)
- Garry Chalk (Walker)

### Épisode 11:Secondes Chances
- États-Unis /  Canada : 1er février 2017 sur The CW[32] / CTV Two
- France,  Suisse : 15 juillet 2017 sur Netflix
- Belgique : 14 août 2017 sur La Deux
- Québec : 30 octobre 2017 sur Ztélé

- États-Unis : 1,91 million de téléspectateurs[33] (première diffusion)

- Rick Gonzalez (Rene Ramirez / Wild Dog)
- Joe Dinicol (Rory Regan / Ragman)
- Juliana Harkavy (Dinah Drake)
- Lexa Doig (Talia al Ghul)
- Kacey Rohl (Alena)
- Patrick Sabongui (Capitaine David Singh)
- Steve Bacic (Sean Sonus)

### Épisode 12:Bratva
- États-Unis /  Canada : 8 février 2017 sur The CW / CTV Two
- France,  Suisse : 15 juillet 2017 sur Netflix
- Belgique : 14 août 2017 sur La Deux
- Québec : 6 novembre 2017 sur Ztélé

- États-Unis : 1,61 million de téléspectateurs[34] (première diffusion)

- David Nykl (Anatoly Knyazev)
- Rick Gonzalez (Rene Ramirez / Wild Dog)
- Joe Dinicol (Rory Regan / Ragman)
- Juliana Harkavy (Dinah Drake)
- Carly Pope (Susan Williams)
- Lexa Doig (Talia al Ghul)
- Garry Chalk (Walker)

### Épisode 13:L'Ombre des armes
- États-Unis /  Canada : 15 février 2017 sur The CW / CTV Two
- France,  Suisse : 15 juillet 2017 sur Netflix
- Belgique : 15 août 2017 sur La Deux
- Québec : 13 novembre 2017 sur Ztélé

- États-Unis : 1,66 million de téléspectateurs[35] (première diffusion)

- Rick Gonzalez (Rene Ramirez / Wild Dog)
- Juliana Harkavy (Dinah Drake)
- Laara Sadiq (Conseillère Pollard)
- Samaire Armstrong (Laura Ramirez)
- Cliff Chamberlain (James Edlund)

### Épisode 14:Le Purificateur
- États-Unis /  Canada : 22 février 2017 sur The CW / CTV Two
- France,  Suisse : 15 juillet 2017 sur Netflix
- Belgique : 15 août 2017 sur La Deux
- Québec : 20 novembre 2017 sur Ztélé

- États-Unis : 1,54 million de téléspectateurs[36] (première diffusion)

- David Nykl (Anatoly Knyazev)
- Rick Gonzalez (Rene Ramirez / Wild Dog)
- Adrian Holmes (Lieutenant Frank Pike)
- Juliana Harkavy (Dinah Drake)
- Kelly Hu (China White)
- Carly Pope (Susan Williams)
- Rutina Wesley (Liza Warner / Lady Cop)
- David Meunier (Pakhan Gregor)
- Amy Gumenick (Carrie Cutter / Cupidon)
- Corina Akeson (Amanda Westfield)

- Réapparition de Lady Cop vue dans la saison précédente, de Carrie Cutter, apparue dans la troisième saison et de China White, présente dans la série depuis la première saison.

### Épisode 15:Combattre le mal par le mal
- États-Unis /  Canada : 1er mars 2017 sur The CW / CTV Two
- France,  Suisse : 15 juillet 2017 sur Netflix
- Belgique : 16 août 2017 sur La Deux
- Québec : 27 novembre 2017 sur Ztélé

- États-Unis : 1,6 million de téléspectateurs[37] (première diffusion)

- David Nykl (Anatoly Knyazev)
- Rick Gonzalez (Rene Ramirez / Wild Dog)
- Adrian Holmes (Lieutenant Frank Pike)
- Juliana Harkavy (Dinah Drake)
- Carly Pope (Susan Williams)
- David Meunier (Pakhan Gregor)
- Mike Dopud (Viktor)
- Kacey Rohl (Alena)
- Venus Terzo (Docteur Schwartz)
- Laara Sadiq (Conseillère Pollard)

### Épisode 16:Échec et Mat
- États-Unis /  Canada : 15 mars 2017 sur The CW / CTV Two
- France,  Suisse : 15 juillet 2017 sur Netflix
- Belgique : 16 août 2017 sur La Deux
- Québec : 4 décembre 2017 sur Ztélé

- États-Unis : 1,53 million de téléspectateurs[38] (première diffusion)

- David Nykl (Anatoly Knyazev)
- Rick Gonzalez (Rene Ramirez / Wild Dog)
- Adrian Holmes (Lieutenant Frank Pike)
- Juliana Harkavy (Dinah Drake)
- Carly Pope (Susan Williams)
- David Meunier (Pakhan Gregor)
- Mike Dopud (Viktor)
- Lexa Doig (Talia al Ghul)
- Kacey Rohl (Alena)

### Épisode 17:Kapiushon
- États-Unis /  Canada : 22 mars 2017 sur The CW / CTV Two
- France,  Suisse : 15 juillet 2017 sur Netflix
- Belgique : 17 août 2017 sur La Deux
- Québec : 11 décembre 2017 sur Ztélé

- États-Unis : 1,38 million de téléspectateurs[39] (première diffusion)

- John Barrowman (Malcolm Merlyn)
- David Nykl (Anatoly Knyazev)
- Madison McLaughlin (Evelyn Sharp / Artemis)
- David Meunier (Pakhan Gregor)
- Mike Dopud (Viktor)
- Dolph Lundgren (Konstantin Kovar)

### Épisode 18:Sous protection
- États-Unis /  Canada : 29 mars 2017 sur The CW / CTV Two
- France,  Suisse : 15 juillet 2017 sur Netflix
- Belgique : 17 août 2017 sur La Deux
- Québec : 18 décembre 2017 sur Ztélé

- États-Unis : 1,55 million de téléspectateurs[40] (première diffusion)

- David Nykl (Anatoly Knyazev)
- Rick Gonzalez (Rene Ramirez / Wild Dog)
- Juliana Harkavy (Dinah Drake)
- Carly Pope (Susan Williams)
- Kacey Rohl (Alena)

### Épisode 19:Liaisons dangereuses
- États-Unis /  Canada : 26 avril 2017 sur The CW / CTV Two
- France,  Suisse : 15 juillet 2017 sur Netflix
- Belgique : 18 août 2017 sur La Deux
- Québec : 25 décembre 2017 sur Ztélé

- États-Unis : 1,363 million de téléspectateurs[41] (première diffusion)

- Audrey Marie Anderson (Lyla Michaels)
- Rick Gonzalez (Rene Ramirez / Wild Dog)
- Juliana Harkavy (Dinah Drake)
- Kacey Rohl (Alena)

### Épisode 20:Pièges
- États-Unis /  Canada : 3 mai 2017 sur The CW / CTV Two
- France,  Suisse : 15 juillet 2017 sur Netflix
- Belgique : 18 août 2017 sur La Deux
- Québec : 1er janvier 2018 sur Ztélé

- États-Unis : 1,358 million de téléspectateurs[42] (première diffusion)

- Audrey Marie Anderson (Lyla Michaels)
- Rick Gonzalez (Rene Ramirez / Wild Dog)
- Juliana Harkavy (Dinah Drake)

### Épisode 21:En l'honneur de nos pères
- États-Unis /  Canada : 10 mai 2017 sur The CW / CTV Two
- France,  Suisse : 15 juillet 2017 sur Netflix
- Belgique : 21 août 2017 sur La Deux
- Québec : 8 janvier 2018 sur Ztélé

- États-Unis : 1,64 million de téléspectateurs[43] (première diffusion)

- David Nykl (Anatoly Knyazev)
- Rick Gonzalez (Rene Ramirez / Wild Dog)
- Juliana Harkavy (Dinah Drake)
- Jamey Sheridan (Robert Queen)
- Dolph Lundgren (Konstantin Kovar)
- Cody Rhodes (Derek Sampson)

### Épisode 22:Disparus
- États-Unis /  Canada : 17 mai 2017 sur The CW / CTV Two
- France,  Suisse : 15 juillet 2017 sur Netflix
- Belgique : 21 août 2017 sur La Deux
- Québec : 15 janvier 2018 sur Ztélé

- États-Unis : 1,44 million de téléspectateurs[44] (première diffusion)

- Katie Cassidy (Laurel Lance / Black Siren)
- Manu Bennett (Slade Wilson / Deathstroke)
- John Barrowman (Malcolm Merlyn)
- Katrina Law (Nyssa al Ghul)
- Madison McLaughlin (Evelyn Sharp / Artemis)
- Dolph Lundgren (Konstantin Kovar)

- L'épisode fait un bref clin d'œil à la série Legends of Tomorrow : Nyssa explique qu'elle a rencontré Sara Lance lorsque son père lui a demandé de venir au large de l'île. Or dans la première saison de Legends of Tomorrow c'est Sara, revenue dans le passé, qui demande à Ra's d'envoyer sa fille en exploration. L'épisode sert à fermer la boucle temporelle.

### Épisode 23:Lian Yu
- États-Unis /  Canada : 24 mai 2017 sur The CW[45] / CTV Two
- France,  Suisse : 15 juillet 2017 sur Netflix
- Belgique : 22 août 2017 sur La Deux
- Québec : 22 janvier 2018 sur Ztélé

- États-Unis : 1,72 million de téléspectateurs[46] (première diffusion)

- Manu Bennett (Slade Wilson / Deathstroke)
- John Barrowman (Malcolm Merlyn)
- Katrina Law (Nyssa al Ghul)
- Madison McLaughlin (Evelyn Sharp / Artemis)
- Katie Cassidy (Laurel Lance / Black Siren)
- Lexa Doig (Talia al Ghul)
- Nick Tabaray (Digger Harkness / Boomerang)
- Anna Hopkins (Samantha Clayton)
- Jack Moore (William Clayton)
- Dolph Lundgren : (Konstantin Kovar)

Prêt à tout pour vaincre Adrian Chase, Oliver libère Slade Wilson et Digger Harkness détenus sur l'île de Lian Yu par l'ARGUS afin qu'ils rejoignent son camp, déjà occupé par Malcolm Merlyn et Nyssa al Ghul. L'ancien mentor d'Oliver ne ressent plus les effets du Mirakuru et a donc retrouvé sa stabilité mentale, et accepte l'alliance. En retrouvant Curtis, Felicity, Thea et Samantha, la mère de William, Harkness révèle qu'il est en réalité dans le camp de Chase et Talia al Ghul, mais l'arrivée de Nyssa et Malcolm le force à fuir. Oliver ne parvient qu'à enfermer Evelyn Sharp. Il ordonne à Malcolm d'emmener ses amis loin de l'île pour lui permettre de chercher les autres prisonniers. En route, Thea active une vieille mine, ce qui pousse Malcolm à se sacrifier en emportant Harkness avec lui.